# Sainte-Cécile (Manche)
Sainte-Cécile is een gemeente in het Franse departement Manche (regio Normandië) en telt 779 inwoners (2004). De plaats maakt deel uit van het arrondissement Saint-Lô.

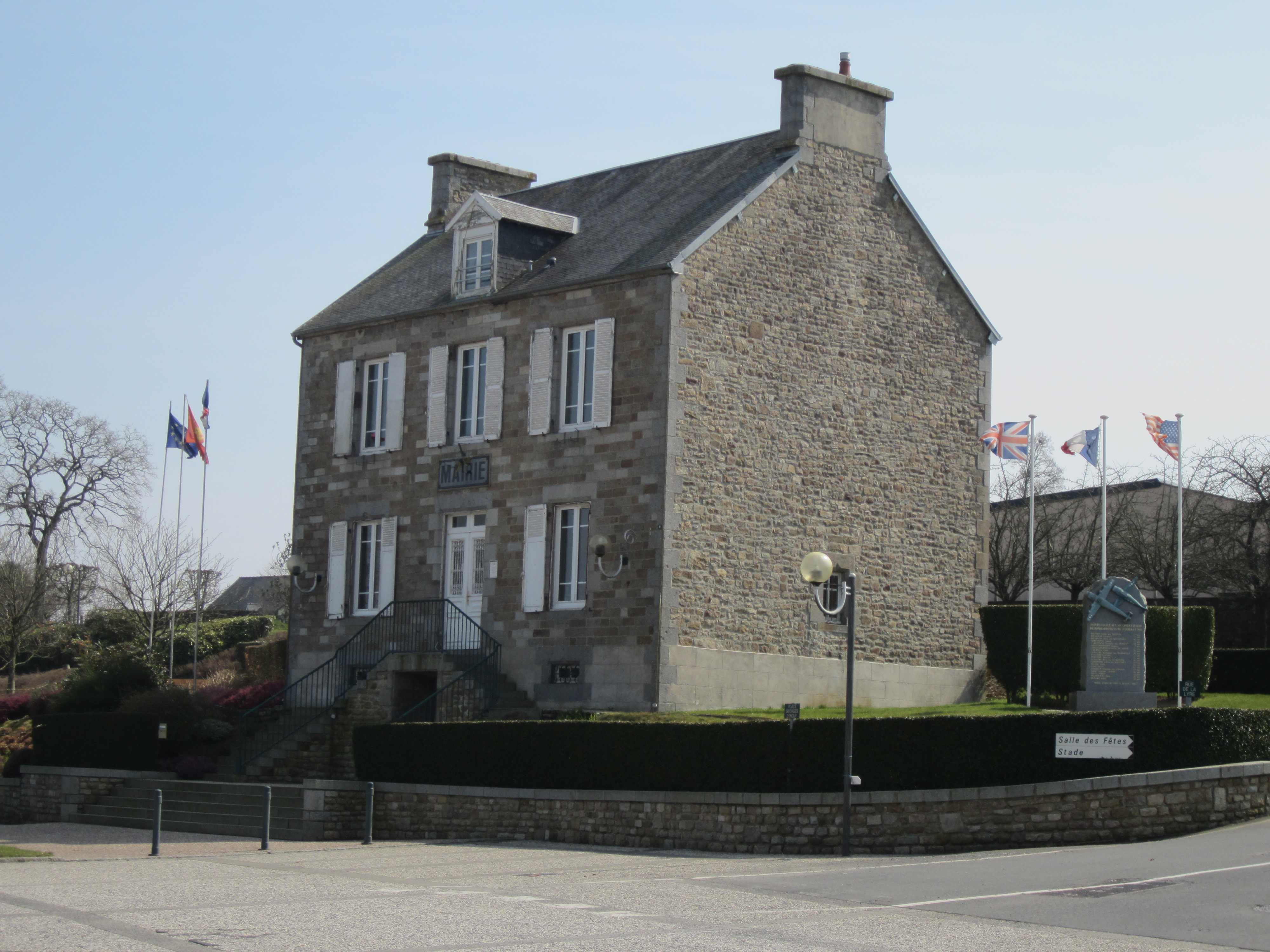
Gemeentehuis
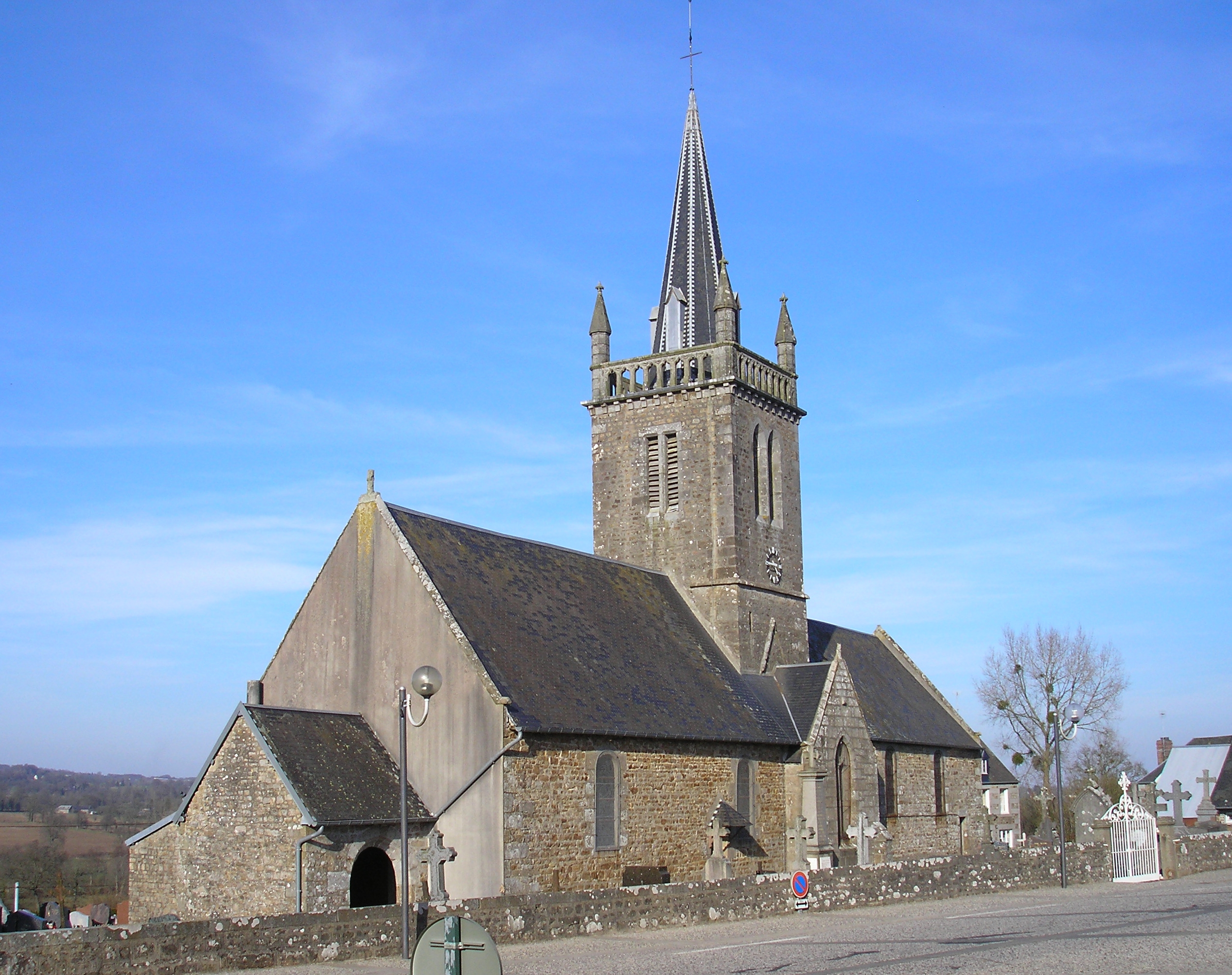
Kerk van Sainte-Cécile

## Geografie
De oppervlakte van Sainte-Cécile bedraagt 11,3 km², de bevolkingsdichtheid is 68,9 inwoners per km².
De onderstaande kaart toont de ligging van Sainte-Cécile (Manche) met de belangrijkste infrastructuur en aangrenzende gemeenten.

## Demografie
Onderstaande figuur toont het verloop van het inwonertal (bron: INSEE-tellingen).

1. ↑  Populations de référence 2022.